# Quasi-réalisme
Le quasi-réalisme est une théorie méta-éthique comportant deux thèses :
1. Les jugements moraux ne désignent pas des propriétés réelles d'actions ou de personnes.
2. Les jugements moraux projettent des attitudes émotionnelles comme si elles étaient des propriétés réelles d'actions ou de personnes.

Le quasi-réalisme est une forme de non-cognitivisme et d'expressivisme. Il s'oppose à d'autres formes de non-cognitivisme (tels que l'émotivisme et le prescriptivisme universel) ainsi qu'aux diverses formes de cognitivisme (en) (incluant le réalisme moral et le subjectivisme moral).
La conception quasi-réaliste de Simon Blackburn trouve son origine  dans la conception généalogique de David Hume concernant l'origine des énoncés moraux. Pour appuyer sa thèse, Blackburn lance un défi, le Blackburn's Challenge, à toute personne qui peut expliquer comment deux situations peuvent exiger des réponses éthiques différentes sans faire référence à une différence entre les situations elles-mêmes. Parce que ce défi est effectivement insurmontable, Blackburn fait valoir qu'il doit y avoir une composante réaliste dans nos notions éthiques.
Toutefois, soutient Blackburn, l'éthique ne peut pas être entièrement réaliste car une conception réaliste est incompatible avec l'idée d'un développement progressif des positions éthiques au fil du temps. Dans son livre Ruling Passions paru en 1998, Blackburn compare l'éthique au bateau de Neurath qui peut être réparé planche par planche au fil du temps mais ne peut être remis en état en une seule fois sans risque de naufrage. De même, la théorie de Blackburn peut expliquer l'existence de théories éthiques légitimes mais rivales, voire contradictoires entre elles, par exemple en raison de traditions culturelles différentes, sans que cela ne cautionne une quelconque forme de relativisme. C'est en fait le « sens commun » de Hume — discours de bon sens commun à toute l'humanité — que Blackburn cherche à réhabiliter derrière la pluralité des points de vue éthiques. Ainsi, la théorie quasi-réaliste de Blackburn se présente-t-elle comme une forme cohérente de pluralisme éthique. Elle répond également aux inquiétudes de John Mackie, exposées dans son argument de l'étrangeté (en), à propos de la nature apparemment contradictoire de l'éthique.
Le quasi-réalisme est une approche méta-éthique qui doit rendre possible la réconciliation des morales fondées sur les actions, les vertus et les conséquences. Des tentatives ont été faites pour en tirer une théorie complète de l'éthique : le quasi-utilitarianisme de Iain King est l'une de ces tentatives.

## Critiques
Bien qu'il combine les qualités des théories dont il est issu, le quasi-réalisme hérite également de leur vulnérabilité. Ainsi, certaines critiques formulées à l'encontre du réalisme moral, par le fictionnalisme par exemple, portent également sur le quasi-réalisme, pour les mêmes raisons. Le quasi-réalisme est également remis en cause par diverses critiques adressées à l'encontre de l'expressivisme et d'autres théories non-cognitivistes (Il est en effet considéré par certains comme une sous-catégorie de l'expressivisme).

### Fictionnalisme
La conception quasi-réaliste de Blackburn est parfois qualifiée de fictionnaliste, ce que lui-même conteste. En effet, Blackburn fait valoir que le fictionnalisme revient à prétendre que nous adoptons par nos jugements moraux des attitudes qui ne correspondent à rien de vrai, des attitudes hypocrites en ce sens, ce qui ne fait pas justice selon Blackburn aux jugements moraux. Cependant, il existe certainement une continuité de pensée entre les deux approches. 

### Problème Frege–Geach
La cohérence du quasi-réalisme de Blackburn a été contestée, notamment parce qu'une telle position impliquerait un problème insoluble : le problème Frege–Geach, qui semble rendre la position de Blackburn contradictoire. Cependant, les partisans de Blackburn soutiennent que le quasi-réalisme prévoit un antidote au problème Frege-Geach, en replaçant les différents jugements moraux dans leur contexte. Il existe en effet une différence significative, affirment les quasi-réalistes, entre affirmer « Il est mal de dire des mensonges » et « Il est mal de faire dire des mensonges à ton frère ». De fait, prétendent les quasi-réalistes, l'argument Frege-Geach montre combien certaines thèses associées au réalisme moral sont inappropriées à la complexité des jugements éthiques.

## Source de la traduction
- (en) Cet article est partiellement ou en totalité issu de l’article de Wikipédia en anglais intitulé « Quasi-realism » (voir la liste des auteurs).